# Lit
Lit (Li, z gr. λίθος lithos ‛skała’) – pierwiastek chemiczny o liczbie atomowej 3. W czystej postaci jest miękkim, srebrnobiałym metalem. Należy do grupy metali alkalicznych (litowców). W warunkach standardowych jest najlżejszym metalem i pierwiastkiem o najniższej gęstości w fazie stałej. Jak wszystkie pierwiastki grupy I jest wysoce reaktywny i palny. W związku z tym najczęściej przechowuje się go w olejach mineralnych, ewentualnie w atmosferze gazów obojętnych (w przypadku litu są to gazy szlachetne – najczęściej argon lub hel). Po przecięciu lit ma metaliczny połysk, ale kontakt z wilgotnym powietrzem prowadzi do korozji, zmieniającej powierzchnię na srebrnoszarą, matową, a następnie, wraz z postępem korozji, na całkowicie czarną lub z licznymi czarnymi plamami.
Z powodu wysokiej reaktywności lit nie występuje w naturze w stanie wolnym, a jedynie w postaci związków, które zwykle mają budowę jonową. Występuje w wielu pegmatytach oraz wodzie morskiej, gdyż kation litowy (Li+
) jest dobrze rozpuszczalny. Najczęściej otrzymuje się go z solanek i glin. Przemysłowo lit uzyskuje się poprzez wydzielanie za pomocą elektrolizy z mieszaniny chlorku litu i chlorku potasu.
Jądro litu jest na granicy stabilności, ponieważ oba stabilne izotopy występujące w przyrodzie mają jedne z najniższych energii wiązań jądra atomowego (na nukleon) ze wszystkich stabilnych jąder atomowych. Względnie mała stabilność powoduje, że lit występuje rzadziej w Układzie Słonecznym od 25 z pierwszych 32 pierwiastków układu okresowego, pomimo małej masy atomowej. Z podobnych powodów lit jest ważnym pierwiastkiem w fizyce jądrowej. Przemiana jąder litu w jądra helu w 1932 roku była pierwszą w pełni dokonaną przez człowieka reakcją jądrową, a wodorek litu 7
Li2
H służy jako paliwo jądrowe w kontrolowanych syntezach termojądrowych.
Lit i jego związki mają wiele różnorakich zastosowań przemysłowych, w tym w produkcji szkła i ceramiki żaroodpornej, wytrzymałych stopów używanych w lotnictwie, ogniw litowych i akumulatorów litowo-jonowych. Te trzy zastosowania zużywają ponad połowę światowej produkcji litu.
Choć śladowe ilości litu są obecne we wszystkich organizmach, nie ma on wyraźnej funkcji biologicznej. Zwierzęta i rośliny mogą żyć bez niego w zdrowiu. Jednak pobocznych funkcji litu w organizmach nie wykluczono. Kation litu Li+
 podawany w postaci jednej z soli jest używany jako stabilizator nastroju w leczeniu choroby afektywnej dwubiegunowej.

## Właściwości

### Atomowe i fizyczne

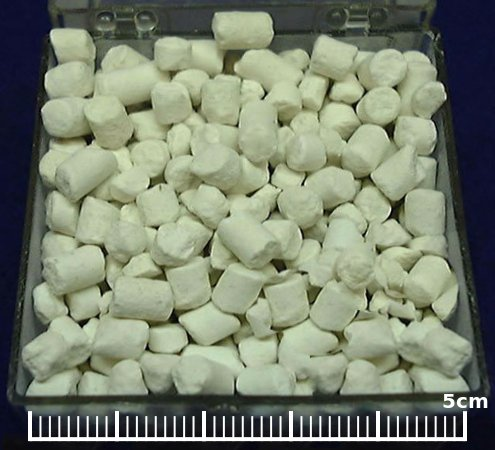
Granulki litu pokryte białym wodorotlenkiem litu

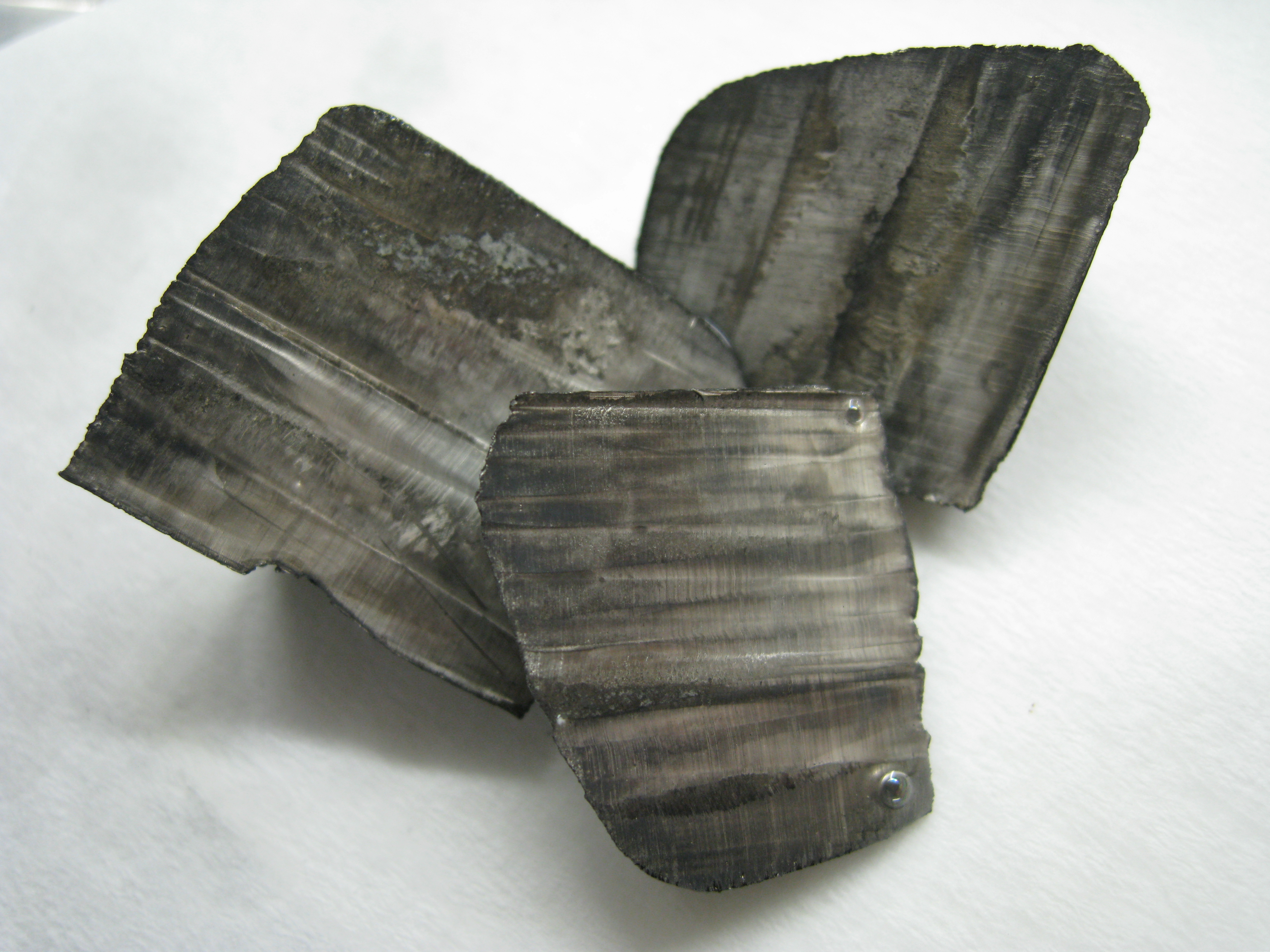
Bryłki litu pokryte cienką czarną warstwą tlenków

Jak inne litowce, lit posiada pojedynczy elektron walencyjny, który łatwo jest oddzielany, prowadząc do powstania kationu (niska energia wiązania elektronu). W konsekwencji metaliczny lit jest dobrym przewodnikiem ciepła i elektryczności, a także jest wysoce reaktywny, chociaż najmniej spośród litowców. Niższa od pozostałych litowców reaktywność chemiczna wynika z małej odległości między jądrem atomu a elektronem walencyjnym (mały promień atomu) (pozostałe dwa elektrony są na orbitalu 1s i mają znacznie niższą energię, przez co nie uczestniczą w tworzeniu wiązań chemicznych).
Lit metaliczny jest tak miękki, że można go kroić nożem. Po przecięciu ma srebrzysto-biały kolor, który szybko szarzeje wskutek utleniania (tworzą się tlenki, a w obecności wilgotnego powietrza także wodorotlenki i tlenowodorotlenki). Mimo że lit charakteryzuje się jedną z najniższych temperatur topnienia spośród metali (180 °C), ma najwyższą temperaturę topnienia i wrzenia ze wszystkich litowców.
Jest najlżejszym metalem w układzie okresowym, w przybliżeniu 0,534 g/cm³. Unosi się na powierzchni wody, a nawet nafty, podobnie jak sód i potas. Kołek z litu będzie miał podobną wagę jak kołek zrobiony ze średniej twardości drewna, np. sosny. Lit unosi się na wodzie, lecz wchodzi z nią w gwałtowną reakcję.

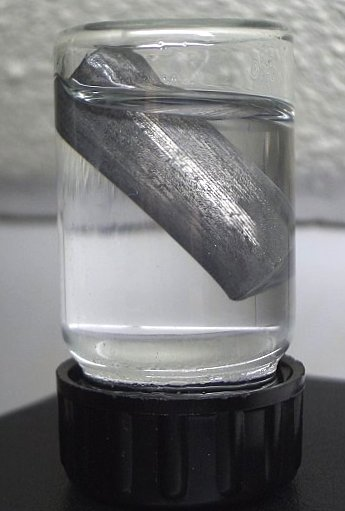
Lit zanurzony w oleju

Lit jest najlżejszym pierwiastkiem (o najmniejszej gęstości), który w temperaturze pokojowej nie jest gazem. Drugim w kolejności jest potas, którego gęstość jest o 60% większa od gęstości litu (0,862 g/cm³). Ponadto oprócz helu i wodoru, jest najlżejszym pierwiastkiem w stałym i ciekłym stanie skupienia, mając 2/3 gęstości ciekłego azotu (0,808 g/cm³).
Współczynnik rozszerzalności cieplnej litu jest dwa razy większy od aluminium i prawie cztery razy większy niż żelaza. Jego pojemność cieplna jest najwyższa ze wszystkich pierwiastków stałych. Przy normalnym ciśnieniu lit jest nadprzewodnikiem w temperaturze poniżej 400 μK, przy wyższych temperaturach (powyżej 9 K) staje się nim dla ciśnienia rzędu 20 GPa lub wyższego. W temperaturach poniżej 70 K, lit, podobnie jak sód, ulega przemianie martenzytycznej. W temperaturze 4,2 K przyjmuje romboedryczny układ krystalograficzny (z powtarzalnością co 9 warstw); w wyższych temperaturach układ zmienia się w regularny ściennie centrowany (fcc), a jeszcze wyższych w układ regularny przestrzennie centrowany (bcc). W temperaturze ciekłego helu (4 K) struktura romboedryczna występuje najczęściej. Pod wysokim ciśnieniem zaobserwowano wiele form alotropowych litu.

### Charakterystyka
Lit łatwo reaguje z wodą, lecz zauważalnie mniej żywiołowo niż pozostałe litowce. W reakcji tej wydziela się wodór i powstaje wodny roztwór wodorotlenku litu. Wodorotlenek litu jest słabszą zasadą niż wodorotlenek sodu. Z powodu łatwości reakcji z wodą (także z wilgocią z powietrza), lit jest zwykle przechowywany pod warstwą węglowodorów, najczęściej parafiny. Chociaż cięższe litowce mogą być przechowywane w gęstszych substancjach (np. w olejach mineralnych), lit nie jest wystarczająco gęsty, by się w nich w pełni zanurzyć. W wilgotnym powietrzu gwałtownie ciemnieje w wyniku pokrycia powierzchni czarnym wodorotlenkiem litu (LiOH i LiOH·H
2O), azotkiem litu (Li
3N) i węglanem litu (Li
2CO
3), który tworzy się we wtórnych reakcjach LiOH i dwutlenku węgla (CO
2).

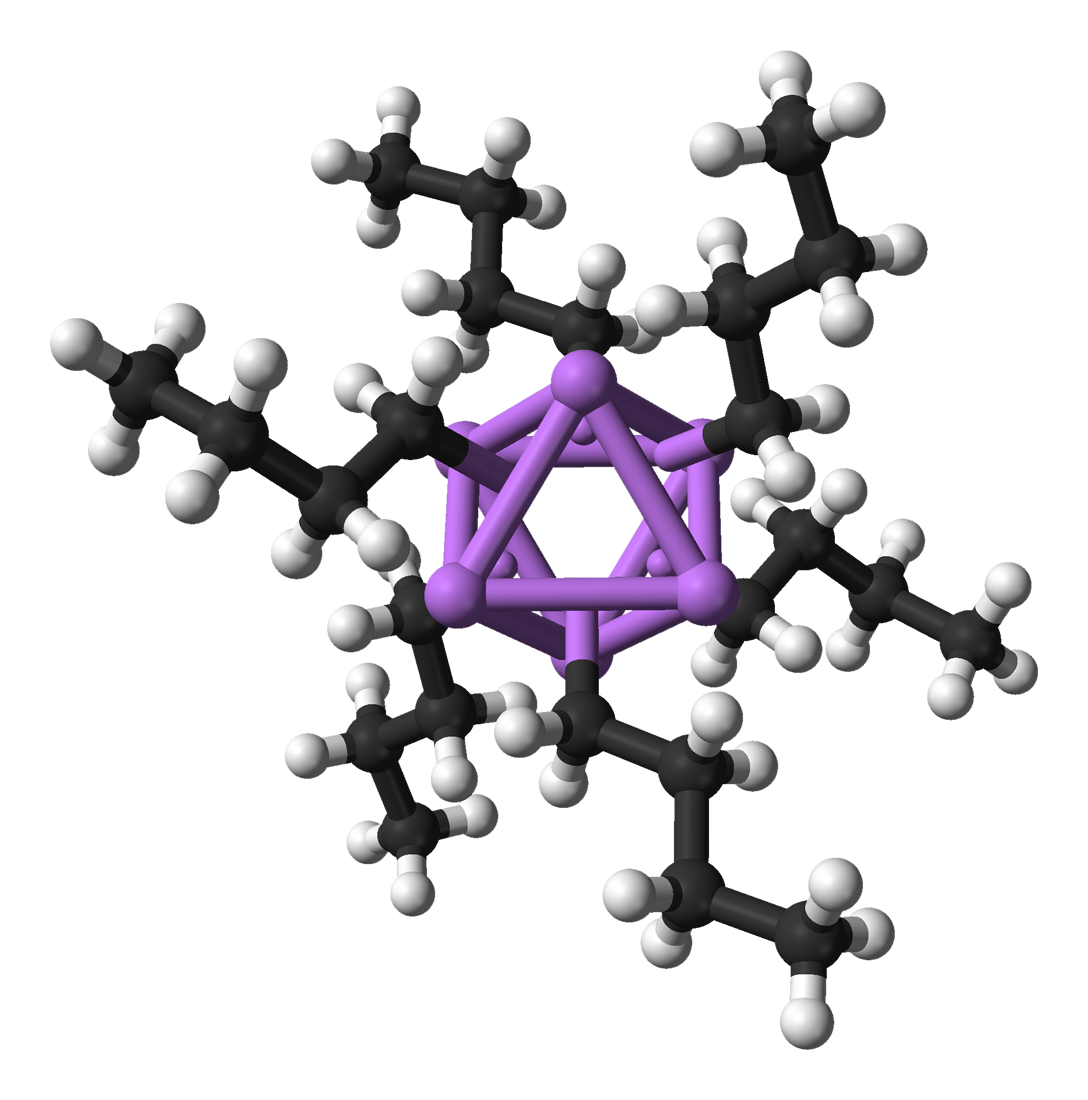
Heksameryczna struktura n-butylolitu w krysztale

Związki litu zabarwiają płomień na intensywny karminowy (czerwono-wiśniowy) kolor, natomiast gdy są palne, płomień staje się oślepiająco biały. Lit może się zapalić w atmosferze tlenu gdy zostanie wystawiony na działanie wody lub pary wodnej. Lit jest palny i jest potencjalnie wybuchowy w przypadku wystawienia na działanie powietrza, a zwłaszcza wody. Reakcja litu z wodą w temperaturze pokojowej jest intensywna, ale nie gwałtowna, a wodór wytworzony w jej wyniku samoczynnie nie powinien się zapalić (póki woda lub jej para nie przegrzeje się miejscowo do temperatury zapłonu wodoru). Jak w przypadku wszystkich litowców, pożar litu jest wyjątkowo trudny do ugaszenia i wymaga do tego użycia gaśnic proszkowych (grupy D). Lit jest jedynym metalem, który reaguje z azotem w warunkach normalnych.
Lit ma zbliżone właściwości do magnezu, pierwiastka o podobnym promieniu atomowym i jonowym. Podobieństwa chemiczne między tymi dwoma metalami obejmują tworzenie azotku w reakcji z N
2. Oba także tworzą tlenek (Li
2O) i nadtlenek litu (Li
2O
2) w wyniku spalania w O
2, sole o podobnej rozpuszczalności, oraz węglany i azotki o małej stabilności termicznej. Podobnie jak berylowce fosforan, węglan i fluorek litu są słabiej rozpuszczalne w wodzie (w stosunku do innych litowców). Podobnie jak inne pierwiastki I grupy, lit reaguje z wodorem w wysokich temperaturach, dając wodorek litu (LiH). Kationy Li+
 należą do V grupy kationów.
Inne znane związki dwuskładnikowe litu to halogenki (LiF, LiCl, LiBr, LiI), siarczek (Li
2S), ponadtlenek (LiO
2) i węglik (Li
2C
2). Znanych jest również wiele nieorganicznych związków, w których lit łączy się z różnymi anionami tworząc sole: boran (Li
2BO
3), amidek (LiNH
2), węglan (Li
2CO
3), azotan (LiNO
3), glinowodorek (LiAlH
4), czy borowodorki (np. LiBH
4). Sole litu w większości są dobrze rozpuszczalne w wodzie, a także stosunkowo dobrą (w porównaniu z solami innych litowców) rozpuszczalnością w rozpuszczalnikach organicznych. Poznano też wiele związków litoorganicznych, w których istnieje bezpośrednie wiązanie kowalencyjne między węglem a litem (sole karboanionów). Te ostatnie są bardzo mocnymi zasadami i nukleofilami. W wielu z tych litoorganicznych związków kationy litowe agregują do klastrów o wysokiej symetrii, co jest dość typowe dla kationów litowców. LiHe, słabo oddziałujący związek van der Waalsa, został zidentyfikowany w bardzo niskich temperaturach.

### Izotopy
Lit występujący w przyrodzie składa się z dwóch stabilnych izotopów: 6
Li i 7
Li. Ten drugi występuje znacznie częściej (92,5% zawartości procentowej tego izotopu w naturalnie występującym pierwiastku). Oba naturalnie występujące izotopy mają wyjątkowo niską energię wiązań jądra. Oznacza to, że lit, jako jedyny spośród stabilnych pierwiastków lekkich, może produkować energię poprzez rozszczepienie jądra atomowego. Jądra litu-6 i litu-7 mają niższe energie wiązania jądra niż jakikolwiek inne stabilne jądro z wyjątkiem deuteru i helu-3. W wyniku tego lit, chociaż ma bardzo małą masę atomową, jest mniej rozpowszechniony w układzie słonecznym niż 25 z pierwszych 32 pierwiastków chemicznych.
Jak dotąd zostało zbadanych siedem izotopów promieniotwórczych, spośród których najbardziej stabilnymi są izotopy 8
Li z czasem połowicznego rozpadu równym 838 ms i 9
Li ze średnim czasem życia równym 178 ms. Pozostałe izotopy promieniotwórcze mają czas połowicznego rozpadu krótszy niż 8,6 ms. Najmniej trwały izotop litu to 4
Li, który rozpada się poprzez emisję protonu i ma średni czas życia równy 7,6×10−23 s.
7
Li jest jednym z pierwiastków pierwotnych wytworzonych w wyniku nukleosyntezy w czasie Wielkiego Wybuchu. W niewielkich ilościach zarówno 6
Li, jak i 7
Li wytwarzane są w gwiazdach, aczkolwiek uważa się, że są zużywane w podobnym tempie jak powstają. Dodatkowe nieduże ilości litu obu stabilnych izotopów (6
Li i 7
Li) mogą pochodzić z wiatru słonecznego, w wyniku oddziaływania promieniowania kosmicznego z cięższymi atomami, a także z rozpadu promieniotwórczego izotopów 7
Be i 10
Be we wczesnym okresie istnienia układu słonecznego. 7
Li może również powstawać w gwiazdach węglowych.
Izotopy litu rozdzielają się w wyniku różnych procesów naturalnych, takich jak: tworzenie minerałów (strącanie), metabolizm i wymiana jonowa. Jony litu zastępują magnez i żelazo w pozycji oktaedrycznej w minerałach ilastych, w których izotop 6
Li jest preferowany w stosunku do 7
Li. Rezultatem jest wzbogacanie zawartości lżejszego izotopu w procesach hiperfiltracji i przeobrażenia skał. Rzadko występujący 11
Li ma halo jądrowe (promień jądra jest większy niż jego teoretycznie wyliczona wartość z modelu kroplowego). W procesie laserowej separacji izotopów z atomów w fazie gazowej (ang. Atomic Vapor Laser Isotope Sepration – AVLIS) można dokonać rozdzielenia izotopów litu.

## Występowanie

Lit występuje w podobnych ilościach co chlor w górnym płaszczu skorupy ziemskiej, w przeliczeniu na ilość atomów

### We wszechświecie
Zgodnie ze współczesną teorią kosmologiczną lit, w postaci obu stabilnych izotopów (lit-6 i lit-7), był wśród trzech pierwiastków utworzonych w wyniku Wielkiego Wybuchu. Chociaż ilość utworzonego litu w wyniku pierwotnej nukleosyntezy zależy od ilości fotonów na barion, to dla powszechnie uznawanej wartości można obliczyć występowanie litu po Wielkim Wybuchu i dla tak uzyskanych wartości istnieje „kosmologiczny niedobór litu” we wszechświecie: starsze gwiazdy zawierają mniej litu, niż powinny, a niektóre młodsze gwiazdy mają go jeszcze mniej. Ta teoretycznie zbyt mała ilość litu w starszych gwiazdach najprawdopodobniej wynika z „wmieszania” się litu do wnętrza gwiazd, gdzie ulega on zniszczeniu. Ponadto lit jest produkowany w młodych gwiazdach. Ponieważ przekształca się on w dwa atomy helu w wyniku zderzenia atomu litu z protonem w temperaturach powyżej 2,4 miliona stopni (a większość gwiazd utrzymuje co najmniej taką temperaturę w swoim wnętrzu), lit jest rzadziej występującym pierwiastkiem niż jest to przewidywane teoretycznie dla gwiazd późniejszej generacji, z powodów jeszcze nie do końca wyjaśnionych.
Chociaż powstał jako jeden z trzech pierwszych pierwiastków (wraz z helem i wodorem) w czasie Wielkiego Wybuchu, lit (podobnie jak beryl i bor) występuje wyraźnie rzadziej od pierwiastków sąsiednich w układzie pierwiastkowym. Jest to wynik niskich temperatur, które wystarczają do rozpadu litu i brak często występujących zjawisk powodujących jego tworzenie.
Lit występuje również w brązowych karłach i w pewnych rodzajach pomarańczowych gwiazd. Ponieważ jest obecny w chłodniejszych brązowych karłach o mniejszej masie, a ulega zniszczeniu w gorętszych czerwonych karłach, jego występowanie w widmach spektroskopowych gwiazd może być używane jako „test litu” do rozróżniania tych dwóch typów gwiazd, jako że oba są mniejsze niż słońce. Niektóre pomarańczowe gwiazdy również mają wysokie stężenie litu. Takie gwiazdy (np. Centaurus X-4) okrążają masywne obiekty takie jak gwiazdy neutronowe lub czarne dziury, których grawitacja najwyraźniej wyciąga cięższy lit na powierzchnię wodorowo-helowej gwiazdy powodując, że jest lepiej widoczny w widmie.

### Na Ziemi
| Państwo    | Produkcja | Rezerwy    |
| ---------- | --------- | ---------- |
| Argentyna  | 2900      | 850 000    |
| Australia  | 13 000    | 1 500 000  |
| Brazylia   | 400       | 48 000     |
| Chile      | 12 900    | 7 500 000  |
| Chiny      | 5000      | 3 500 000  |
| Portugalia | 570       | 60 000     |
| Zimbabwe   | 1000      | 23 000     |
| Świat      | 34 000    | 13 500 000 |

Chociaż lit jest dość szeroko rozprzestrzeniony na Ziemi, nie występuje w formie czystego pierwiastka z powodu dużej reaktywności. Całkowita zawartość litu w wodzie słonej (mórz i oceanów) jest szacowana na 230 miliardów ton. Pierwiastek występuje we względnie stałym stężeniu we wszystkich słonych wodach – od 0,14 do 0,25 części na milion (ppm). Wyższe stężenia – ok. 7 ppm – spotykane są w pobliżu źródeł geotermalnych.
Szacunki zawartości litu w płaszczu ziemskim to masowo od 20 do 70 ppm. W górnych warstwach Ziemi występuje w ilości 0,0018%, w postaci izotopu 7
Li z dodatkiem 3,75–7,5% 6
Li. Zgodnie z łacińskim znaczeniem swojej nazwy, lit występuje w skałach magmowych, a osiąga największe stężenie w granitach. Pegmatyty zawierają największą ilość minerałów zawierających lit, w tym spodumen i petalit, które są głównymi potencjalnymi źródłami komercyjnego pozyskiwania litu. Innym ważnym minerałem zawierającym lit jest lepidolit. Jednym z niedawno odkrytych źródeł jest występujący w glinach hektoryt, który jak na razie wydobywany jest przemysłowo tylko przez jedną firmę (amerykańską Western Lithium Corporation). Innymi minerałami, w których również występuje lit są ambligonit i tryfilin. Przy stężeniu w płaszczu ziemskim na poziomie 20 mg/kg, lit znajduje się na 25. miejscu najczęściej występujących pierwiastków. Nikiel i ołów występują na Ziemi w podobnych ilościach.
Lit jest względnie rzadko występującym pierwiastkiem, który wprawdzie można znaleźć w wielu skałach i solankach, ale zwykle w małym stężeniu. Tylko nieliczne z nich stanowią potencjalną wartość jako przemysłowe źródła litu. Większość jest albo zbyt małym złożem, albo zawiera zbyt małe stężenie litu.
Jedną z największych rezerw litu zawiera obszar Salar de Uyuni w Boliwii, którego zasoby szacuje się na 5,4 miliona ton litu. United States Geological Survey ocenia, że w 2010 Chile posiadało największe rezerwy (7,5 miliona ton) i ma największą roczną produkcję litu (8800 ton). Inni główni producenci litu to Australia, Argentyna i Chiny. Inne szacunki określają rezerwy litu w Chile na poziomie 7,52 miliona ton, a Argentyny na poziomie 6 milionów ton.
W czerwcu 2010, „New York Times” podał, że amerykańscy geolodzy wykonywali badania solnisk w zachodnim Afganistanie, gdzie najprawdopodobniej znajdują się duże zasoby litu. „Przedstawiciele Pentagonu poinformowali, że wstępna analiza pomiarów ze stanowiska geologicznego w prowincji Ghazni sugeruje występowanie dużych złóż litu zbliżonych wielkością do złóż boliwijskich (obecnie uznawanych za największe zasoby litu na świecie).” Te szacunki opierają się „na starych danych, zbieranych głównie przez Związek Radziecki w czasie okupacji Afganistanu w latach 1979–1989”. Natomiast Stephen Peters, szef działu USGS ds. minerałów w Afganistanie (ang. USGS Afghanistan Minerals Project), powiedział, że nic nie wie o zaangażowaniu USGS w jakimkolwiek nowym poszukiwaniu minerałów w Afganistanie w ostatnich dwóch latach: „Nie wiemy nic o jakimkolwiek odkryciu zasobów litu”.

### Biologiczne
Lit występuje w śladowych ilościach w wielu roślinach, planktonie i bezkręgowcach, w stężeniu od 69 do 5760 części na miliard (ppb). Stężenie litu w organizmach bezkręgowców jest nieco mniejsze, natomiast wszystkie tkanki i płyny ustrojowe kręgowców zawierają jakąś ilość litu (w zakresie od 21 do 763 ppb). Organizmy wodne dokonują bioakumulacji litu w większym stopniu niż lądowe. Nie wiadomo, czy lit pełni rolę fizjologiczną w jakimkolwiek organizmie, ale badania żywieniowe ssaków wskazują na jego duże znaczenie dla zdrowia. Sugeruje się, że lit powinien być klasyfikowany jako niezbędny do życia mikroelement z zalecaną dawką spożycia na poziomie 1 mg/dzień. Badania w Japonii przeprowadzone w 2011 roku wskazują na to, że występujący w wodzie w naturalnych stężeniach lit może zwiększać średnią długość życia ludzi. W innym badaniu japońskim w 2009 roku wskazano na odwrotnie proporcjonalną zależność liczby samobójstw i stężenia litu w wodzie pitnej w danym rejonie.

## Odkrycie
Petalit (LiAlSi
4O

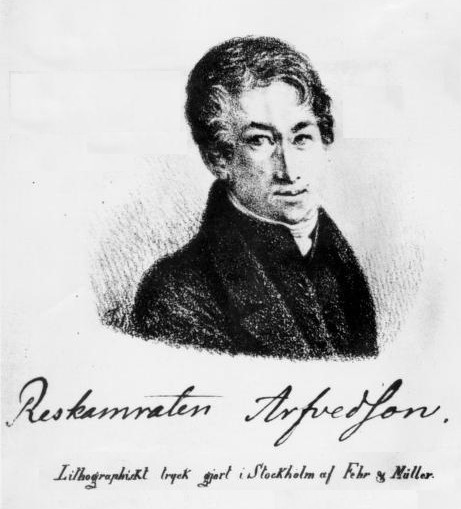
Johan August Arfvedson odkrył lit w 1817

10) został odkryty w 1800 roku przez brazylijskiego chemika i polityka José Bonifácio de Andrada e Silva w kopalni na wyspie Utö. Jednak dopiero w 1817 roku Johann Arfvedson, pracujący w laboratorium chemicznym Jönsa Jacoba Berzeliusa, odkrył obecność nowego pierwiastka w czasie analizy rudy petalitu. Pierwiastek ten tworzył związki podobne do związków sodu i potasu, chociaż jego węglan i wodorotlenek były słabiej rozpuszczalne w wodzie i bardziej zasadowe. Berzelius nazwał ten zasadowy nowy materiał lithion/lithina, od greckiego słowa λιθoς (transliterowany jako lithos, co oznacza ‛skała’), aby upamiętnić jego odkrycie w minerale, w przeciwieństwie do potasu, który został odkryty w popiele roślinnym i sodu, który był znany jako obecny we krwi zwierząt. Nowy metal zawarty w materiale skalnym nazwał lithium.
Jakiś czas później Arfvedson udowodnił, że ten sam pierwiastek obecny jest także w innych minerałach: spodumenie i lepidolicie. Christian Gmelin był pierwszym (1818), który zaobserwował, że sole litu barwią płomień na czerwono. Zarówno Arfvedson, jak i Gmelin próbowali bez skutku uzyskać czysty metal z jego soli. Udało się to dopiero w 1821 roku, gdy William Thomas Brande otrzymał czysty metaliczny lit w wyniku elektrolizy tlenku litu, procesu wcześniej użytego przez chemika sir Humphry’a Davy’ego do uzyskania w czystej formie innych litowców: sodu i potasu. Brande opisał także czyste sole litu, takie jak chlorek litu i szacował, że lithia (tlenek litu) zawiera około 55% metalu, z czego wywodził, że masa atomowa litu powinna wynosić około 9,8 g/mol (w rzeczywistości wartość ta to ~6,94 g/mol). W 1855 roku większe ilości litu zostały wyprodukowane za pomocą elektrolizy chlorku litu przez Roberta Bunsena i Augustusa Matthiessena. Odkrycie tej metody pozwoliło na produkcję litu na skalę przemysłową, którą rozpoczęła w 1923 roku niemiecka firma Metallgesellschaft AG, która używała do elektrolizy ciekłej mieszaniny chlorku litu i chlorku potasu.
Metoda produkcji i zastosowanie litu na przestrzeni lat zmieniły się kilkukrotnie. Pierwszym głównym zastosowaniem litu były wysokotemperaturowe smary do silników samolotów (i zbliżonych zastosowań) w czasie II wojny światowej, a także w późniejszym okresie. Ten niewielki rynek był zaspokajany przez kilka małych kopalni, działających głównie na terenie Stanów Zjednoczonych. Zapotrzebowanie na lit wzrosło dopiero w czasie zimnej wojny, wraz z produkcją broni jądrowej. Zarówno lit-6, jak i lit-7 tworzą tryt w wyniku bombardowania neutronami, przez co są używane do produkcji trytu. Lit jest też stosowany jako stałe paliwo fuzyjne w postaci deuterku litu. Stany Zjednoczone stały się głównym producentem litu w okresie od późnych lat 50. do połowy lat 80. Pod koniec tego okresu zapasy litu wynosiły około 42 000 ton wodorotlenku litu. Zapasy litu były pozbawione litu-6 w około 75%. 
Lit był używany do zmniejszenia temperatury topnienia szkła i do poprawienia topliwości tlenku glinu w czasie procesu Halla-Heroulta. Te dwa zastosowania zdominowały rynek litu w połowie lat 90. Pod koniec wyścigu zbrojeń zapotrzebowanie na lit spadło, a sprzedaż zapasów Departamentu Energii USA na rynku dodatkowo obniżyła cenę litu. Jednak w połowie lat 90. kilka firm rozpoczęło produkcję litu z solanek, co okazało się być tańszą metodą pozyskiwania tego metalu niż wydobycie w kopalniach (nawet odkrywkowych). Większość kopalni została zamknięta lub przestawiła się na wydobycie innych materiałów, gdyż już sama ruda strefowych pegmatytów może być sprzedana za konkurencyjną do litu cenę. Przykładowo amerykańskie kopalnie w Kings Mountain w Karolinie Południowej zostały zamknięte pod koniec XX wieku. Użycie litu w bateriach litowo-jonowych zwiększyło zapotrzebowanie na ten metal i stało się jego głównym tonażowo zastosowaniem w 2007 roku. W wyniku wzrostu zapotrzebowania na lit w latach 2000. nowe firmy zaczęły rozwijać produkcję metalu z solanek, aby zaspokoić rosnący popyt.

## Produkcja litu
Od końca II wojny światowej produkcja litu znacząco wzrosła. Sole litu są pozyskiwane z wód ze źródeł mineralnych, stawów solankowych i podziemnych złóż solanek. Metal jest uzyskiwany przez elektrolizę mieszaniny stopionego chlorku litu i chlorku potasu. W 1998 cena litu wynosiła około 95 $/kg.
Rozpoznane światowe możliwe do wydobycia zasoby litu w 2008 były szacowane przez USGS na 13 milionów ton. Złoża litu znajdują się przede wszystkim w Południowej Ameryce w obrębie łańcucha górskiego Andów. Chile jest głównym światowym producentem litu, drugim co do produkcji krajem jest Argentyna. Oba kraje pozyskują lit z solanek. W Stanach Zjednoczonych lit uzyskiwany jest ze słonych jezior w Nevadzie. Jednakże połowa znanych zasobów litu znajduje się w Boliwii, kraju obejmującego środkowo-wschodnie stoki Andów.
W 2009 roku Boliwia negocjowała porozumienie z japońskimi, francuskimi i koreańskimi firmami w celu rozpoczęcia wydobycia tego metalu na terenie kraju. Według danych USGS, boliwijska pustynia Uyuni (właściwie solnisko Uyuni) zawiera 5,4 miliona ton litu.
Niedawno odkryte złoże w Stanach Zjednoczonych, w Rock Springs Uplift, Wyoming szacowane jest na 228 000 ton. Dodatkowe złoża na tym samym obszarze geologicznym są, metodą ekstrapolacji, szacowane na nawet 18 milionów ton. Po spadku cen węglanu litu po kryzysie finansowym z 2008 roku, gdy główni producenci litu tacy jak Sociedad Química y Minera (SQM) stracili na wartości akcji nawet 20% w wyniku mających się pojawić nowych źródeł litu. Ceny z powrotem wzrosły w 2012 roku w wyniku wzrastającego zapotrzebowania na rynkach na lit. W 2012 roku Business Week opublikował artykuł opisujący istniejący oligopol wydobycia litu: „SQM, kontrolowany przez miliardera Julio Ponce, jest największym producentem w branży poza Rockwood wspieranym przez Henry’ego Kravisa (KKR & Co.) i FMC (firmie z Filadelfii)”. Światowe zużycie litu może wzrosnąć do 2020 roku nawet do 300 000 ton rocznie, z około 150 000 ton w 2012 roku. Źródłem tego wzrostu ma być rosnące zapotrzebowanie na ogniwa litowo-jonowe – w tempie 25 procent rocznie. Wzrost ten jest szybszy niż wzrost produkcji (wynoszący 4–5% rocznie)
Potencjalnym źródłem litu mogą się okazać źródła termalne. Wody termalne wypłukują lit z minerałów w drodze na powierzchnię, a możliwość odzysku litu z tych wód została dowiedziona w praktyce. Ponieważ lit można oddzielać za pomocą dość prostych technologii filtracyjnych, produkcja litu taką metodą zawiera się w kosztach finansowych i środowiskowych już istniejącego wydobycia wód. Sumarycznie więc (ze względu na zastąpienie metod górniczych lub solankowych taką metodą uboczną wobec używania źródeł geotermalnych) względny wpływ tej metody na środowisko naturalne może być pozytywny.
Z badania przeprowadzonego w 2011 przez Lawrence Berkeley National Laboratory i Uniwersytet Kalifornijski w Berkeley wynika, że obecne istniejące zasoby litu nie powinny być czynnikiem ograniczającym produkcje akumulatorów litowo-jonowych w dużej skali na potrzeby samochodów elektrycznych. Badanie z 2011 przeprowadzone przez naukowców z Uniwersytetu Michigan i Ford Motor Company wskazuje na to, że istnieją wystarczająco duże zasoby litu, aby zaspokoić światowe zapotrzebowanie na ten metal do roku 2100, uwzględniając w tym zapotrzebowanie na lit ze strony szybko rozwijającego się przemysłu produkcji pojazdów hybrydowych i elektrycznych. Badanie to oszacowało światowe zasoby litu na 39 milionów ton, a całkowite zapotrzebowanie na lit w ciągu 90 lat na 12 do 20 milionów ton, w zależności od wzrostu gospodarczego na świecie i rozwoju systemów odzyskiwania metali (recykling).

## Zastosowania

Zastosowania litu w USA w 2010 roku
Szkło i ceramika (29%)
Ogniwa (baterie i akumulatory) (27%)
Smary (12%)
Odlewanie ciągłe (5%)
Oczyszczanie powietrza (4%)
Produkcja polimerów (3%)
Produkcja pierwotna aluminium (2%)
Farmaceutyki (2%)
Inne (16%)

Szkło i ceramika (29%)
     Ogniwa (baterie i akumulatory) (27%)
     Smary (12%)
     Odlewanie ciągłe (5%)
     Oczyszczanie powietrza (4%)
     Produkcja polimerów (3%)
     Produkcja pierwotna aluminium (2%)
     Farmaceutyki (2%)
     Inne (16%)

### Szkło i ceramika
Tlenek litu jest powszechnie stosowany jako topnik przy przeróbce dwutlenku krzemu, obniżając temperaturę topnienia i lepkość materiału, co prowadzi do uzyskania glazur o ulepszonych właściwościach fizycznych, w tym niskich współczynników rozszerzalności cieplnej. Tlenki litu są składnikiem szkła żaroodpornego. Obecnie jest to największe tonażowo pojedyncze zastosowanie związków zawierających lit (patrz wykres obok).

### Chemiczne źródła prądu
Pod koniec XX wieku lit stał się ważnym materiałem anodowym. Używany jest on w akumulatorach litowo-jonowych ze względu na niski potencjał standardowy. Typowe ogniwo posiada napięcie ponad 3 V, co jest wysoką wartością w stosunku do akumulatora kwasowo-ołowiowego (2,1 V), czy też ogniwa cynkowo-węglowego (1,5 V). Ze względu na niską masę atomową litu, ogniwa litowo-jonowe mają wysoką gęstość energii i mocy (czysty lit posiada gęstość energii na poziomie 3860 mAh/g). Ogniwo litowe jest jednorazowym ogniwem pierwotnym z litem lub jego związkami służącymi jako anoda. Ogniwa litowe są często mylone z ogniwami (akumulatorami) litowo-jonowymi, które są ogniwami ładowalnymi (wtórnymi). Innym typem ogniwa ładowalnego zawierającego lit jest ogniwo litowo-polimerowe, które jednak działa na takiej samej zasadzie co ogniwo litowo-jonowe. Powstaje też wiele podtypów ogniw ładowalnych zawierających lit, różniących się materiałami anodowymi, katodowymi i elektrolitami. Opracowywane są również nowe technologie oparte na licie (np. ogniwa litowo-powietrzne).

### Smary
Trzecim najczęstszym zastosowaniem litu jest produkcja smarów. Wodorotlenek litu jest silną zasadą, która po podgrzaniu w obecności tłuszczu tworzy mydło składające się ze stearynianu litu. Mydło litowe służy do zagęszczania olejów i jest stosowane do produkcji uniwersalnych smarów wysokotemperaturowych.

### Inne chemiczne i przemysłowe zastosowania

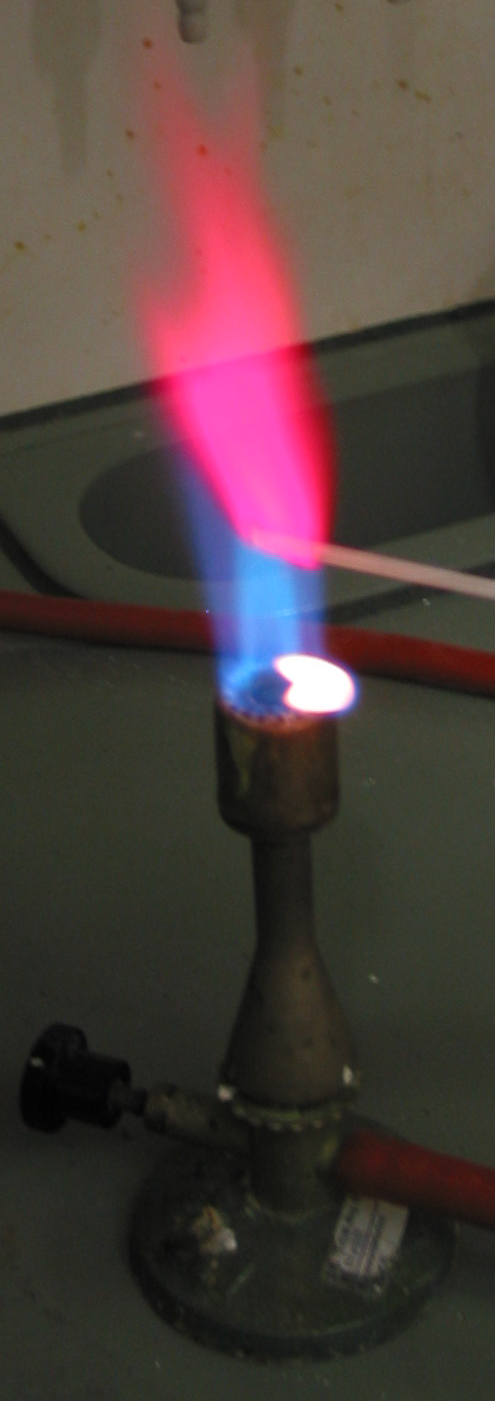
Lit używany jest we flarach i materiałach pirotechnicznych ze względu na barwienie płomienia

Związki metaloorganiczne litu zastępują obecnie tetraetyloołów i są stosowane jako środek przeciwstukowy.

#### Nieorganiczne sole litu
Chlorek litu i bromek litu są bardzo higroskopijne i używane jako środki suszące. Wodorotlenek litu (LiOH) jest ważnym związkiem litu otrzymywanym z węglanu litu (Li
2CO
3).
Lit metaliczny i wodorki litu, takie jak LiAlH
4, używane są jako dodatki wysokoenergetyczne w paliwie rakietowym.

#### Oczyszczanie powietrza
Nadtlenek litu, azotan litu, chloran litu i nadchloran litu są używane jako utleniacze w paliwie rakietowym, a także w chemicznych generatorach tlenu, które zapewniają tlen łodziom podwodnym.
Wodorotlenek litu i nadtlenek litu są używane najczęściej w zamkniętych przestrzeniach, takich jak statek kosmiczny czy łódź podwodna, w celu pochłaniania dwutlenku węgla i oczyszczania powietrza. Wodorotlenek litu pochłania dwutlenek węgla z powietrza poprzez reakcje z nim, tworząc w wyniku węglan litu. Jest preferowany w stosunku do wodorotlenków innych litowców ze względu na mały ciężar właściwy. Nadtlenek litu (Li
2O
2) w obecności wilgoci nie tylko pochłania dwutlenek węgla (tworząc węglan litu), ale także wydziela w reakcji tlen. Na przykład:
2Li
2O
2 + 2CO
2 → 2Li
2CO
3 + O
2.

#### Optyka
Sztucznie hodowane kryształy fluorku litu, bezbarwne i przezroczyste, są często stosowane do produkcji specjalistycznej optyki niepochłaniającej (przezroczystej dla danego zakresu fal elektromagnetycznych) podczerwieni lub ultrafioletu. Materiał ten posiada jeden z najniższych współczynników refrakcji i najszerszy zakres przezroczystości (do najkrótszych fal) z powszechnie występujących materiałów. Drobne kryształy fluorku litu używane są w dozymetrach termoluminescencyjnych (TLD) do pomiaru dawki promieniowania neutronowego lub gamma. Gdy próbka materiału jest wystawiona na działanie promieniowania, elektrony materiału przechodzą w stan wzbudzony i w nim pozostają dzięki obecności celowo wprowadzonych defektów sieci krystalicznej. Następnie po podgrzaniu kryształów elektrony wracają do swojego stanu podstawowego, emitując przy tym energię w postaci promieniowania w zakresie widzialnym o niebieskim kolorze. Intensywność emitowanego światła jest proporcjonalna do dawki pochłoniętej, przez co może być ona zmierzona ilościowo. Fluorek litu jest stosowany także w soczewkach skupiających w teleskopach.
Właściwości nieliniowe niobianu litu sprawiają, że jest on wykorzystywany w produkcji materiałów optyki nieliniowej. Używany jest zwłaszcza w produktach telekomunikacyjnych, takich jak telefony komórkowe i modulatory optyczne, m.in. w elementach takich jak rezonator krystaliczny.

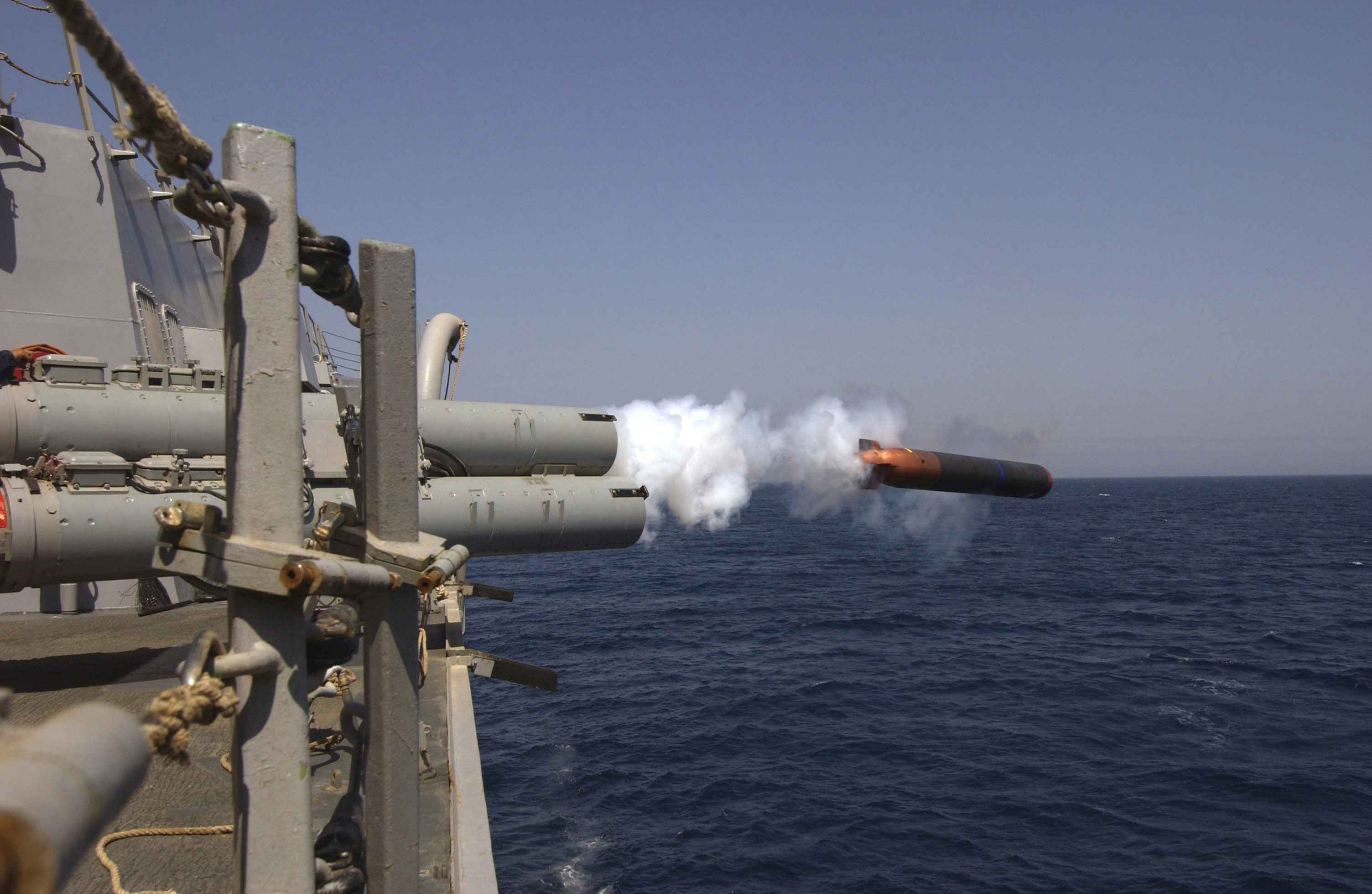
Wystrzelenie torpedy Mark 50 używającej litu jako paliwa

#### Lit metaliczny i związki otrzymywane z niego
Ze względu na wysoką pojemność cieplną, największą ze wszystkich substancji stałych i jedną z najwyższych wśród cieczy, oraz występowanie w stanie ciekłym szerokim zakresie temperatury, ciekły lit jest używany jako chłodziwo.
Torpeda Mark 50 posiada napęd chemiczny (SCEPS) składający się z małego zbiornika gazowego heksafluorku siarki (SF
6), który w czasie działania napędu jest rozpylany na bryłę metalicznego litu. Reakcja wyzwala ogromne ilości ciepła, które używane jest do produkcji pary wodnej z wody morskiej. Para napędza torpedę w zamkniętym obiegu Rankine’a.
Gdy używany jest jako topnik w procesach spawania lub lutowania, metaliczny lit wspomaga łączenie metali i eliminuje proces tworzenia się tlenków poprzez absorpcję zanieczyszczeń. Jego właściwości łączące powodują, że lit jest również ważny topnikiem w produkcji ceramiki, emalii i szkła. Stopy litu z glinem, kadmem, miedzią i manganem są używane do produkcji części samolotowych o wysokiej trwałości i wytrzymałości.
Związki litu używane są również jako barwniki pirotechniczne i utleniacze w czerwonych ogniach sztucznych i flarach.
Metaliczny lit jest także używany w farmaceutyce i przemyśle substancji wysokowartościowych – związki litoorganiczne używane są zarówno jako silne zasady, jak i silnie reaktywne odczynniki do syntezy organicznej. Związki litoorganiczne są używane także w syntezie polimerów jako katalizatory i inicjatory rodnikowe w anionowej polimeryzacji addytywnej olefin. Związki litoorganiczne są syntezowane z metalicznego litu i halogenków alkilowych. Wiele innych związków litowych jest używanych jako reagenty do syntezy związków organicznych. Do najpopularniejszych należą tetrahydroglinian litu (LiAlH
4) i trietyloborowodorek litu (LiBH(C
2H
5)
3).

### Broń jądrowa

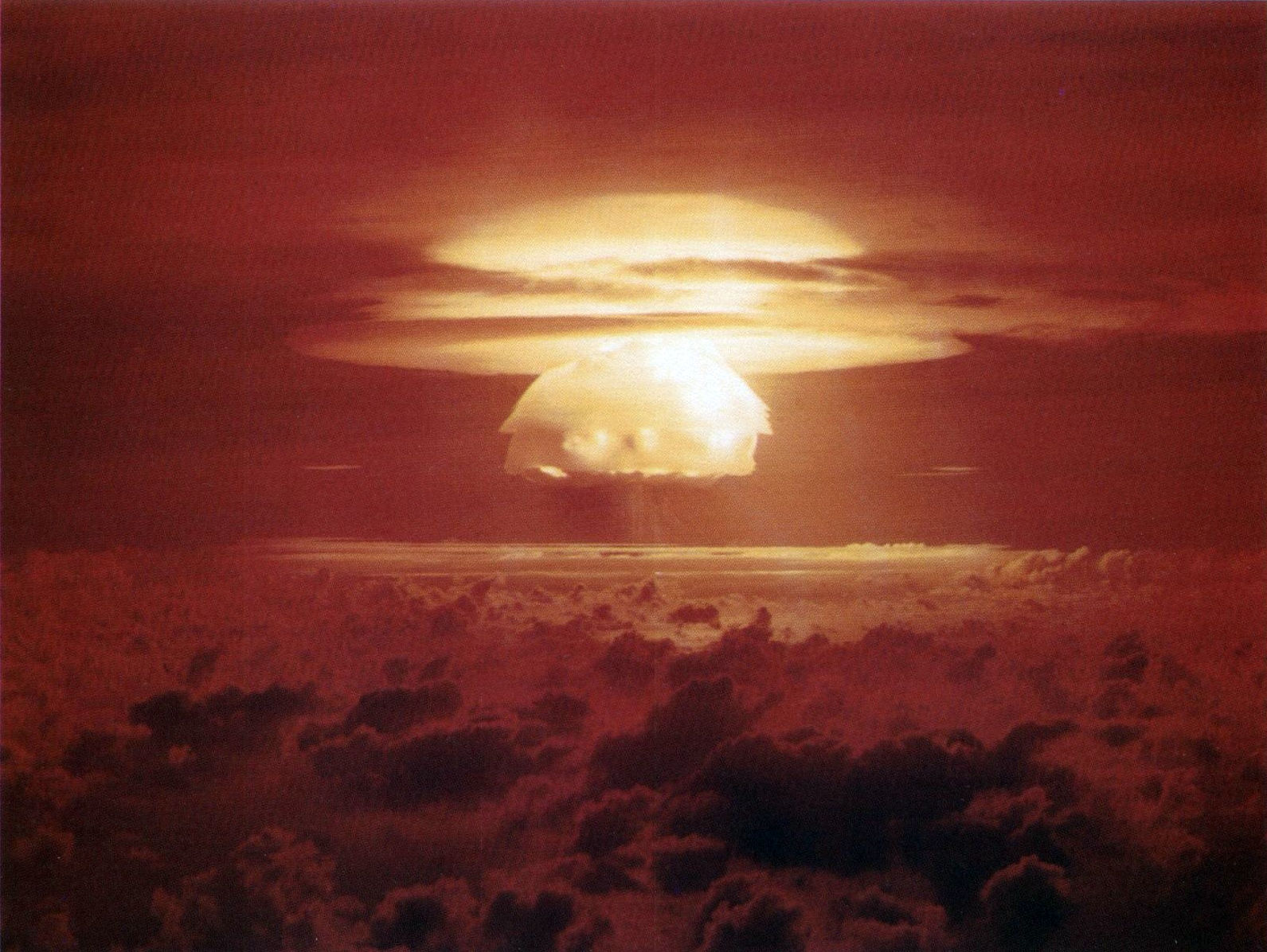
Próba jądrowa Castle Bravo, eksplozja bomby termojądrowej, w której deuterek litu był stosowany jako paliwo.

Lit-6 jest używany jako substrat do produkcji trytu oraz jako pochłaniacz neutronów przy fuzji jądrowej. Lit występujący w przyrodzie zawiera około 7,5% litu-6, z którego produkuje się czysty lit-6 poprzez rozdzielanie izotopów na potrzeby broni jądrowej. Lit-7 używany jest natomiast w reaktorach jądrowych jako czynnik chłodzący.
Deuterek litu był używany jako paliwo jądrowe w pierwszych konstrukcjach ładunków termojądrowych. Bombardowane neutronami zarówno 6
Li, jak i 7
Li tworzą tryt, który w wyniku reakcji jądrowej z deuterem jest źródłem neutronów. Przed próbą jądrową Castle Bravo, uważano, że lit-7 bombardowany neutronami nie wytwarza trytu. Jednak większa produkcja trytu spowodowała wytworzenie się znacznie większej ilości neutronów, które były inicjatorem rozszczepienia uranu i znacznie silniejszego wybuchu niż przewidywano w projekcie Castle Bravo. Tryt i deuter łączą się w wyniku fuzji jądrowej, którą łatwo osiągnąć w ich przypadku. Chociaż szczegóły techniczne nie są znane, deuterek litu-6 wciąż odgrywa ważną rolę we współczesnej broni jądrowej.

### Energetyka jądrowa
Fluorek litu wzbogacony w izotop litu-7 jest głównym składnikiem mieszaniny fluorków LiF-BeF
2 używanej w reaktorach solnych. Fluorek litu jest wyjątkowo stabilny chemicznie, a mieszanina LiF-BeF
2 ma bardzo niską temperaturę topnienia. Dodatkowo, jądra 7
Li, Be i F są jednymi z nielicznych, które mają wystarczająco mały przekrój czynny wychwytu neutronów by nie przeszkadzać reakcjom rozszczepienia wewnątrz reaktora.
W koncepcji elektrowni działającej na zasadzie kontrolowanej syntezy termojądrowej, lit będzie używany do produkcji trytu, który wraz z deuterem będzie stanowił paliwo do tokamaków, urządzeń wykorzystujących magnetyczne uwięzienie plazmy. Tryt nie występuje w przyrodzie, ale będzie produkowany w wyniku otoczenia obszaru reagującej plazmy warstwą zawierającą lit. Neutrony pochodzące z reakcji deuteru i trytu (odbywającej się w plazmie) będą reagowały z litem, by wyprodukować więcej trytu:
2
D + 3
T → 4
He + n
6
Li + n → 4
He + 3
T.
Lit jest również używany jako źródło promieniowania alfa (lub inaczej jąder helu). Podczas bombardowania 7
Li przez przyspieszone protony, tworzy się 8
Be, który następnie ulega rozszczepieniu, tworząc dwie cząstki alfa. Ta właściwość została nazwana „rozdzielaniem atomu”, gdy po raz pierwszy ją zaobserwowano. Reakcja ta była pierwszą w historii w pełni wykonaną przez człowieka reakcją jądrową. Wykonana została w roku 1932 przez Johna Douglasa Cockcrofta i Ernesta Waltona (reakcje jądrowe i przemiany jądrowe sterowane przez człowieka były wykonywane już w roku 1917, ale z pomocą naturalnego napromieniowywania materiałów za pomocą cząstek alfa). Cockcroft i Walton dostali między innymi za tę reakcję nagrodę Nobla w dziedzinie fizyki.

### Medycyna
Lit w postaci soli, najczęściej węglanu litu, jest jednym z najdłużej stosowanych leków w psychiatrii – po raz pierwszy zastosowano go w 1949 roku. Jego postacią aktywną biologicznie jest jon dodatni Li+
. Należy on do leków stabilizujących nastrój (inaczej leków normotymicznych). Lit jest wykorzystywany przede wszystkim w leczeniu zaburzeń afektywnych dwubiegunowych, gdzie cechuje go wysoka skuteczność. Poza tym stosowany jest w chorobie schizoafektywnej oraz jako lek wspomagający w przypadkach lekoopornej depresji jednobiegunowej. Pomimo nierzadkich poważnych działań niepożądanych oraz stosunkowo wysokiego ryzyka przedawkowania (ze względu na to, że zakres dawek terapeutycznych jest niewiele niższy od dawek toksycznych) lit jest lekiem cenionym i wciąż często stosowanym z uwagi na jego skuteczność w zapobieganiu nawrotom choroby afektywnej dwubiegunowej, a także redukowaniu jej objawów zarówno podczas epizodów maniakalnych, jak i depresyjnych. Z powodu licznych interakcji litu z innymi lekami, wysokiego ryzyka toksyczności leczenie litem wymaga ścisłego kontaktu z lekarzem psychiatrą oraz częstego monitorowania poziomu litu w krwi pacjenta. Aktualne standardy leczenia psychiatrycznego rekomendują zastosowanie litu jako jednego z leków pierwszego wyboru w chorobie afektywnej dwubiegunowej. Co więcej, badania kliniczne nad efektywnością innych aktualnie stosowanych leków stabilizujących nastrój polegały na porównaniu ich skuteczności ze skutecznością litu.

## Środki ostrożności
Lit jest żrący i wymaga stosowania środków zabezpieczających przed kontaktem metalu ze skórą, ze względu na powstawanie żrącego wodorotlenku litu w kontakcie z wilgocią ze skóry. Wdychanie pyłu litowego lub związków litu (zwykle zasadowych) początkowo powoduje podrażnienie nosa i gardła, natomiast dłuższa lub intensywniejsza ekspozycja może spowodować pojawienie się płynu w płucach, prowadząc do obrzęku. Lit może być bezpiecznie przechowywany w obojętnych dla niego substancjach takich jak nafta.
Istnieją badania sugerujące ryzyko wystąpienia anomalii Ebsteina u noworodków, których matki przyjmowały lit w czasie pierwszego trymestru ciąży.

### Przepisy prawne
Niektóre prawodawstwa ograniczają sprzedaż baterii zawierających lit, gdyż są najłatwiej dostępnym źródłem litu dla konsumentów. Lit może być stosowany do redukcji pseudoefedryny i efedryny do metamfetaminy w wyniku redukcji Bircha, w której używa się roztworów litowców rozpuszczonych w bezwodnym amoniaku. Przewożenie niektórych rodzajów baterii litowych (lub litowo-jonowych) może być zabronione na pokładzie niektórych środków transportu (zwłaszcza powietrznego) ze względu na możliwość wystąpienia pełnego gwałtownego rozładowania w wyniku zwarcia, które prowadzi do przegrzania i potencjalnej eksplozji. Większość konsumenckich ogniw litowych i litowo-jonowych posiada wbudowane zabezpieczenia przed przegrzaniem w celu zabezpieczenia przed taką sytuacją albo są zaprojektowane w sposób w dużym stopniu uniemożliwiający powstanie zwarcia. Wewnętrzne zwarcia powstają niekiedy w wyniku wad produkcyjnych lub uszkodzeń baterii, co prowadzi do spontanicznego zapłonu.